# Ponthieva poitaei
Ponthieva poitaei är en orkidéart som beskrevs av Heinrich Gustav Reichenbach och Mark Anthony Nir. Ponthieva poitaei ingår i släktet Ponthieva och familjen orkidéer. Inga underarter finns listade i Catalogue of Life.